# Gé Bohlander
Gérard „Gé“ Bohlander (* 5. November 1895 in Amsterdam; † 18. Dezember 1940 in Kelpen) war ein niederländischer Wasserballspieler.

## Karriere
Bohlander nahm 1920 erstmals an Olympischen Spielen teil. In Antwerpen erreichte er mit der niederländischen Nationalmannschaft den fünften Rang. 1924 folgte seine zweite olympische Teilnahme. Bei den Spielen in Paris wurde er mit der Wasserballmannschaft Siebter. Im Jahr 1940 starb der Niederländer bei einem Autounfall.
Sein Bruder Willy Bohlander nahm 1924 gemeinsam mit ihm am Wasserballturnier teil.